# Metalocerus nigricornis
Metalocerus nigricornis là một loài bọ cánh cứng trong họ Cerambycidae.